# Sericopimpla nigra
Sericopimpla nigra là một loài tò vò trong họ Ichneumonidae.